# The Sixteen-Millimeter Shrine
"The Sixteen-Millimeter Shrine" is een aflevering van de Amerikaanse televisieserie The Twilight Zone. De aflevering werd geschreven door Rod Serling

## Plot

### Opening
Picture of a woman looking at a picture. Movie great of another time, once-brilliant star in a firmament no longer a part of the sky, eclipsed by the movement of earth and time. Barbara Jean Trenton, whose world is a projection room, whose dreams are made out of celluloid. Barbara Jean Trenton, struck down by hit-and-run years and lying on the unhappy pavement, trying desperately to get the license number of fleeting fame.
— Rod Serling

### Verhaal
Barbara Jean Trenton is een voormalige filmster, die vanwege haar leeftijd geen enkele rol meer krijgt aangeboden. Ze sluit zich vaak op in haar kamer waar ze herinneringen ophaalt aan het verleden door haar oude films te bekijken.
In een poging haar terug te halen uit haar eigen wereldje regelt haar agent Danny Weiss, een rol voor haar in een nieuwe film. Hij nodigt ook een voormalige hoofdacteur uit om haar te ontmoeten. Dit versterkt haar depressie echter alleen maar.
Op een dag komt Barbara Jeans schoonmaaktster langs en ontdekt dat de kamer leeg is. Ze kijkt naar het tv-scherm en schrikt behoorlijk van wat ze ziet. Danny komt ook de kamer in. Op het scherm ziet hij Barbara en vele andere filmsterren, allemaal weer zo jong als in hun hoogtijdagen. Barbera gooit haar sjaal richting de camera, waarna het beeld zwart wordt. In de slotscène van de aflevering raapt Danny Barbara's sjaal van de vloer vlak voor de tv op.

### Slot
To the wishes that come true, to the strange, mystic strength of the human animal, who can take a wishful dream and give it a dimension of its own. To Barbara Jean Trenton, movie queen of another era, who has changed the blank tomb of an empty projection screen into a private world. It can happen in the Twilight Zone.
— Rod Serling

## Rolverdeling
- Barbara Jean Trenton: Ida Lupino
- Danny Weiss: Martin Balsam
- Jerry Hearndan: Jerome Cowan
- Marty Sall: Ted de Corsia

## Trivia
- Veel van de gebeurtenissen uit de aflevering vertonen grote gelijkenissen met de film Sunset Boulevard, die ook draait om een oude filmster die haar dagen slijt met het bekijken van haar oude films. Franz Waxman componeerde zowel de muziek van die film als van deze aflevering.
- Ida Lupino en haar toenmalige echtgenoot Howard Duff speelden ook al filmsterren in de sitcom Mr. Adams and Eve.